# Epiclopus
Epiclopus Spinola, 1851 — род пчёл, из трибы Ericrocidini семейства Apidae. Собирательные волоски на задних ногах образуют так называемую корзинку.

## Распространение
Неотропика. Представители рода встречаются в Южной Америке, в таких странах как Аргентина (Neuquén), Чили (Aisén, Curicó, Elqui, Santiago, Valparaíso, Ñuble).

## Классификация
Род был впервые выделен в 1851 году и в настоящее время включает 3 вида.
- Epiclopus gayi Spinola, 1851 typus
- Epiclopus lendlianus (Friese, 1910)
- Epiclopus wagenknechti (Ruiz, 1938)